# Camp Noyo
Camp Noyo – obszar niemunicypalny w hrabstwie Mendocino, w Kalifornii (Stany Zjednoczone), na wysokości 89 m. Znajduje się przy rzece Noyo.